# Gymnomyza
Gymnomyza is een geslacht van zangvogels uit de familie honingeters (Meliphagidae).

## Soorten
Het geslacht kent de volgende soorten:
- Gymnomyza aubryana – Nieuw-Caledonische honingeter
- Gymnomyza brunneirostris – Bruinsnavelhoningeter
- Gymnomyza samoensis – Samoahoningeter
- Gymnomyza viridis – Groene honingeter